# Barylypa incompleta
Barylypa incompleta là một loài tò vò trong họ Ichneumonidae.